# Dittatura militare portoghese
L'espressione dittatura militare portoghese è il nome dato da vari autori (tra questi Marcello Caetano, A. H. de Oliveira Marques, Douglas L. Wheeler e Jorge Campinos) al regime che governò il Portogallo dal 1926 fino al 1933. La dittatura può dividersi in due periodi: il primo, compreso tra il colpo di stato del 28 maggio 1926 e l'elezione di Óscar Carmona come presidente della Repubblica, avvenuta il 25 marzo 1928; il secondo, noto come Ditadura Nacional, dal nome assunto dal regime portoghese in seguito all'approvazione del Decreto n.º 12 740 del 25 marzo 1928, compreso tra questa data e l'entrata in vigore della nuova costituzione portoghese nel 1933, in seguito alla quale il regime cambiò nome in Estado Novo (Nuovo Stato). La dittatura militare portoghese, costituisce, insieme all'Estado Novo, il periodo storico della Seconda Repubblica portoghese (1926-1974).

## LaDitadura Militar(1926-1928)
Il colpo di stato militare del 28 maggio prese facilmente il potere. Subito dopo, la dittatura sciolse il parlamento, sospese la costituzione del 1911, bandì tutti i partiti politici ed istituì la censura. Il nuovo regime tuttavia fu sin dall'inizio a sua volta, come la Prima Repubblica, afflitto da seri problemi di natura economica e da instabilità.
Dopo le dimissioni del consiglio dei ministri guidato da António Maria da Silva e del presidente della Repubblica Bernardino Machado il 31 maggio, l'ufficiale di marina José Mendes Cabeçadas, già a capo di una giunta di salvezza nazionale, assunse entrambi gli incarichi. Esponente della linea moderata, venne giudicato inadeguato e simpatizzante del precedente regime dagli altri golpisti, e venne costretto a dimettersi il 17 giugno. Venne sostituito dal generale Gomes da Costa, leader del colpo di stato del 28 maggio, che assunse sia la carica di primo ministro che quella di presidente della Repubblica. In questo governo troviamo per la prima volta António de Oliveira Salazar nelle vesti di ministro delle finanze. Il governo Gomes da Costa ebbe a sua volta vita breve per contrasti sorti con altri ufficiali, ed egli venne costretto a dimettersi il 9 luglio con un golpe orchestrato da João José Sinel de Cordes e Óscar Carmona. Quest'ultimo assunse gli incarichi di presidente del Consiglio dei Ministri (Capo del Governo) e di ministro degli affari esteri. Carmona rimase primo ministro fino al 18 aprile 1928, ma mantenne la carica di presidente della Repubblica fino alla sua morte, avvenuta il 18 aprile 1951.
Nel 1927 ci furono diversi tentativi falliti di colpo di stato da parte di movimenti sia di sinistra che di destra. Il 12 agosto 1927 si ebbe un tentativo di golpe inteso ad instaurare un regime ideologicamente pià prossimo al fascismo italiano. Tale golpe vide la partecipazione di Filomeno da Câmara de Melo Cabral, Fidelino de Figueiredo e Henrique Galvão ma venne soffocato. I golpisti non vennero puniti severamente ed alcuni di essi vennero esiliati nelle colonie d'oltremare (già nel 1929 tuttavia Câmara de Melo Cabral veniva nominato alto commissario dell'Africa Occidentale Portoghese).

## LaDitadura Nacional(1928-1933)
Nel febbraio 1928 venne creata la Commissione di propaganda della dittatura (in portoghese Comissão de Propaganda da Obra da Ditadura). Carmona organizzò un'elezione presidenziale il 25 marzo 1928, in cui fu l'unico candidato. Venne debitamente "eletto" per un mandato di cinque anni come presidente. Il 18 aprile egli nominò José Vicente de Freitas nuovo primo ministro in sostituzione di sé stesso. Antonio de Oliveira Salazar venne nominato ministro delle finanze per la seconda volta il 26 aprile. Il nuovo governo raggiunse un accordo con la Chiesa cattolica, noto come Acordo Missionário (Accordo missionario), che conferiva alla Chiesa uno status speciale nelle colonie portoghesi. Il governo chiuse anche le sedi principali del Partito Comunista Portoghese, riorganizzato l'anno successivo sotto Bento António Gonçalves, con la creazione di una rete di cellule clandestine per evitare l'ondata di arresti, che rifletteva il nuovo status illegale del partito. Nello stesso anno ci fu un altro fallito tentativo rivoluzionario repubblicano contro il governo.
I contrasti tra i militari e l'ala nazionalista cattolica rappresentata da Salazar aumentarono al punto che l'intero governo Freitas si dimise l'8 luglio 1929, con il solo Salazar che mantenne il suo incarico ministeriale nel nuovo governo di Artur Ivens Ferraz. L'influenza di Salazar iniziò a crescere a spese dei militari che gradualmente persero il loro potere politico. Parallelamente cresceva anche l'influenza della Chiesa cattolica, con l'istituto religioso cattolico nuovamente consentito in Portogallo. Il 21 gennaio 1930, dopo un conflitto con Salazar, Ferraz venne sostituito dal generale Domingos Oliveira, che permise a Salazar di svolgere un ruolo sempre più importante nelle finanze e nella politica della nazione. Venne pubblicato l'Ato Colonial (Atto coloniale) che definiva lo status delle colonie portoghesi (Angola portoghese, Cabinda, Capo Verde portoghese, Guinea portoghese, São Tomé e Príncipe portoghese, Mozambico portoghese, India portoghese, Timor portoghese e Macao portoghese) e i loro rapporti con il Portogallo.
Nel 1930 la dittatura militare aveva stabilizzato il Portogallo e la leadership nazionale ed i funzionari statali iniziarono a pensare al futuro. La domanda generale era in quale forma dovesse continuare la dittatura. La risposta venne fornita da Salazar, che divenne primo ministro il 5 luglio 1932 e nel 1933 riorganizzò il regime come Estado Novo. Una nuova costituzione venne approvata in un referendum. La nuova costituzione era connotata in senso corporativo, monopartitico e pluricontinentale. Il partito unico era l'União Nacional (Unione Nazionale), e un nuovo codice del lavoro, l'Estatuto do Trabalho Nacional (Codice del Lavoro Nazionale), vietava tutti i sindacati liberi. Il nuovo regime di Salazar introdusse un sistema di censura e creò anche una nuova forza di polizia politica, la PVDE (Polícia de Vigilância e de Defesa do Estado; Polizia di vigilanza e difesa dello Stato), unificando Polícia Internacional Portuguesa e Polícia de Defesa Política e Social.

## L'opposizione
Dopo il 28 maggio 1926 ci furono quattro tentativi di colpo di stato contro la Ditadura Nacional da parte delle forze repubblicane. Queste attività insurrezionali vengono categorizzate collettivamente con il termine di Reviralhismo. Il 3 febbraio 1927 ci fu un grande tentativo di colpo di Stato iniziato a Porto, che coinvolse forze militari e civili del Nord, di Coimbra, di Évora, dell'Algarve, e si sarebbe concluso quattro giorni dopo, il 7 febbraio. Lo stesso giorno, iniziò un tentativo di colpo di stato a Lisbona, guidato da José Mendes dos Reis, Armando Pereira de Castro Agatão Lança, Luís da Câmara Leme e Filipe Mendes, con elementi della marina, della GNR e delle forze civili, supportate dal NRP Carvalho Araújo e dalla Canhoeira Ibo. Le forze governative a Lisbona superavano di gran lunga le forze ribelli ed erano sostenute da alcune unità che avevano già raggiunto la capitale dopo aver represso il tentativo di colpo di stato a Porto. Questo secondo tentativo di colpo si concluse alle 19:30 del 9 febbraio 1926. Morirono circa 90 persone, 400 rimasero ferite e vennero danneggiati 700 edifici. Oltre mille persone vennero esiliate dopo queste due rivolte e da quel momento in poi, i ribelli repubblicani si organizzarono per lo più in esilio, attraverso un'associazione nota come Liga de Paris o Liga de Defesa da República.
Il 20 luglio 1928, venne pianificato un tentativo di colpo di stato dalla Liga de Paris, dal maggiore José Manuel Sarmento de Beires e dai capi militari dell'interno del Portogallo continentale, che erano sostenuti da vari sindacalisti (vale a dire i sindacalisti delle ferrovie). Ma i negoziati procedettero a rilento e le forze governative vennero a conoscenza del complotto, bombardando preventivamente il Castello di San Giorgio, dove si trovavano i ribelli. Ciò spinse le forze ribelli all'interno del castello di San Giorgio a dare inizio alle operazioni diverse ore prima che le forze ribelli provinciali arrivassero a Lisbona. Le forze ribelli a Lisbona si arresero la mattina del 21 luglio 1928 e le forze fuori dalla capitale il 22 luglio. Vennero imprigionati circa 1100 militari e 200 civili, molti dei quali successivamente esiliati.
Tra il 4 aprile e il 2 maggio 1931, si ebbe la Rivolta di Madera, guidata da Adalberto Gastão de Sousa Dias. A Madera già si trovavano al confino diversi esponenti delle precedenti rivolte contro il regime e tale rivolta si intrecciò con ragioni di malcontento economico causato dalla Grande Depressione. Estesasi alle Azzorre ed alla Guinea., era tuttavia mal preparata e ricevette poco sostegno dal Portogallo continentale, terminando con la resa dei ribelli.
Il 26 agosto 1931, la Ditadura Nacional avrebbe visto il suo ultimo tentativo di colpo di stato, questa volta con il sostegno della Repubblica spagnola. Esso sarebbe dovuto avvenire in coordinamento con la rivolta di Madera, ma disaccordi tra i leader dell'opposizione causarono un tardivo manifestarsi di tale evento. Era guidata da Hélder Ribeiro, Fernando de Utra Machado, António Augusto Dias Antunes e José Manuel Sarmento de Beires. Tuttavia, sempre a causa di una cattiva pianificazione, le ostilità sarebbero iniziate il 26 agosto alle 6:45, mentre una quantità significativa di forze ribelli era ancora impreparata, - le forze nel nord, a Tomar, Abrantes, Santarém e Castelo Branco dovevano ancora essere armati dalle forze spagnole quando iniziò il tentativo di colpo di stato. Il colpo di stato fallì prima del 27 agosto, con 40 morti e 300 feriti. Vennero deportati circa 300 civili e 100 militari ribelli; i leader della rivolta vennero inviati a Timor.